# عبد الفتاح القصري
عبد الفتاح القصري (15 أبريل 1897 - 8 مارس 1964 )، ممثل مصري اشتهر بالأدوار الكوميدية ويعد أحد عمالقة الكوميديا في السينما.
والده كان ثريا يعمل في تجارة الذهب، درس بمدرسة «الفرير» الفرنسية - القديس يوسف بالخرنفش - وليس كما أُشيع من أنه أُمّي وليس متعلم، ومن فرط حبه بالتمثيل التحق بفرقة عبد الرحمن رشدي ثم فرقة نجيب الريحاني ثم بفرقة إسماعيل ياسين.
وكان عمله بالتمثيل ضد رغبة أبيه، الذي هدده بالحرمان من الميراث إذا لم يرجع عن تلك الهواية، فما كان منه إلا أن استمر في طريقه مضحيا بنصيبه من تركة أبيه.
اشتهر عبد الفتاح القصري بقامته القصيرة وشعره الأملس وإحدى عينيه التي أصابها الحول فأصبح نجما كوميدياً، بالإضافة إلى طريقته الخاصة في نطق الكلام وارتداء الملابس. ولم يلعب القصري بطولة مطلقة وإنما كان دائماً صديقاً للبطل أو بمصطلح السينما دور «السنيد» للبطل.

## أعماله الفنية
لعب القصري أدوار المعلم ابن البلد الغير متعلم، لعل من أشهر أدوار عبد الفتاح القصري هو دوره في فيلم ابن حميدو مع الفنان إسماعيل ياسين وأحمد رمزي وزينات صدقي وهند رستم، حيث لعب دور «المعلم حنفي شيخ الصيادين» وعبارته الشهيرة التي لا زالت باقية حتى الآن، حيث لعب دور الزوج المغلوب على أمره أمام زوجته المتنمرة.
ارتبط عبد الفتاح القصري كثيراً بالفنان إسماعيل ياسين في الكثير من الأفلام منها: «إسماعيل ياسين في مستشفى المجانين» و«ابن حميدو» و«إسماعيل ياسين في متحف الشمع».
كما لعب في وقت متأخر دوراً مميزاً في فيلم «سكر هانم» مع عبد المنعم إبراهيم وكمال الشناوي وحسن فايق وسامية جمال ألا وهو دور «المعلم شاهين الزلط».
مثّل عبد الفتاح القصري حوالي 63 فيلم وكان آخرها سكر هانم 1960. ومن الأفلام التي قدّمها المعلم بحبح 1935 ومبروك عام 1936 ولو كنت غني عام 42 ومن فات قديمة عام 43 وأحب البلدي 45 والسوق السوداء وفيلم الدنيا بخير 46 وعودة طاقية الإخفاء ومجد ودموع وعروسة البحر عام وبنت المعلم ومن الأفلام التي قدمها عام 48 سكة السلامة والصيت ولا الغنى وأحب الرقص وفي الخمسينيات قدم دموع الفرح والعقل زينة وليلة الدخلة وحماتى قنبلة ذرية وبيت الأشباح وبيت النتاش وعلى كيفك وشمشون ولبلب وعشرة بلدي وحرام عليك ونساء بلا رجال وحسن ومرقص وكوهين وابن حميدو وإسماعيل يس في مستشفى المجانين وفي السيتنات قدم بين إيديك وسكر هانم وبنات بحري.
قدم القصري شخصية ابن البلد البسيط خفيف الظل مدّعي الثقافة كما قدم زعيم العصابة والوصولي وكان آخر أفلامه «سكر هانم»، ومن أعماله الأخرى «المعلم بحبح» و«بسلامته عايز يتجوز» و«شيء من لا شيء» و«سي عمر» و«لو كنت مكاني» و«الأستاذة فاطمة» و«من فات قديمه» و«السوق السوداء» و«معلش يا زهر» و«فيروز هانم»، و«تعال سلم» و«حماتي قنبلة ذرية» و«بيت النتاش»، و«على كيفك»، و«عنتر ولبلب»، و«الآنسة حنفي» و«حسن ومرقص وكوهين» و«إسماعيل ياسين في متحف الشمع» و«ابن حميدو» و«إسماعيل ياسين في مستشفى المجانين».
وبلغ رصيده من الأفلام حوالي ستين فيلما، وكان آخر أفلامه «سكر هانم» عام 1960
ومن أشهر المسرحيات التي قدمها؟
قسمتي، الدلوعة، الشايب لما يدلع، الجنية المصري، 30 يوم في السجن، حسن ومرقص وكوهين، ما حدش واخد منها حاجة..

### الأفلام
| السنة | الأفلام |
| ----- | --- |
| 1935  | المعلم بحبح |
| 1936  | بسلامته عايز يتجوز، أبو ظريفة |
| 1937  | مبروك |
| 1938  | شيء من لا شيء |
| 1940  | حياة الظلام |
| 1941  | مصنع الزوجات، سي عمر، انتصار الشباب |
| 1942  | لو كنت غني، المتهمة، أحلام الشباب |
| 1943  | نداء القلب، نداء الدم، من فات قديمه |
| 1944  | شهداء الغرام، حنان، أما جنان |
| 1945  | ليلة الجمعة، أميرة الأحلام، السوق السوداء، الجنس اللطيف، أحب البلدي                                                                      |
| 1946  | يوم في العالي، مجد ودموع، لعبة الست، عودة طاقية الإخفاء، عروسة للإيجار، الدنيا بخير، الخمسة جنيه                                         |
| 1947  | فاطمة، عروسة البحر، زهرة السوق |
| 1948  | طلاق سعاد هانم، سكة السلامة، الصيت ولا الغنى، أحب الرقص                                                                                  |
| 1949  | ليلة العيد، كلام الناس، عقبال البكاري، حدوة الحصان، بنت المعلم، الستات كده                                                               |
| 1950  | مكتب الغرام، معلش يا زهر، ليلة الدخلة، قمر 14، دموع الفرح، حماتك تحبك، العقل زينة، أسمر وجميل                                            |
| 1951  | ليلة الحنة، فيروز هانم، فايق ورايق، شباك حبيبي، خبر أبيض، حماتي قنبلة ذرية، تعالى سلم، الصبر جميل، البنات شربات، بيت الأشباح، ابن الحلال |
| 1952  | على كيفك، عشرة بلدي، عنتر ولبلب، بيت النتاش، الأستاذة فاطمة                                                                              |
| 1953  | نساء بلا رجال، مليون جنيه، حرام عليك، الدنيا لما تضحك                                                                                    |
| 1954  | كدبة أبريل، حسن ومرقص وكوهين، تحيا الرجالة، إوعى تفكر، المحتال، العمر واحد، الأنسة حنفي، الأستاذ شرف، أسعد الأيام                        |
| 1955  | إسماعيل ياسين يقابل ريا وسكينة |
| 1956  | القلب له أحكام، إسماعيل يس في متحف الشمع                                                                                                 |
| 1957  | ابن حميدو، إسماعيل ياسين في جنينة الحيوانات                                                                                              |
| 1958  | سلم على الحبايب، أيامي السعيدة، إسماعيل ياسين في مستشفى المجانين                                                                         |
| 1960  | شجرة العائلة، سكر هانم، بين إيديك، بنات بحري                                                                                             |
| 1962  | إنسى الدنيا |

### المسرحيات
- 1954: ما حدش واخد منها حاجة
- 1955: صاحب الجلالة
- 1955: الست عايزة كده
- 1956: اللي يعيش يا ما يشوف
- 1957: جوزي كداب
- 1958: عايز أحب
- 1960: منافق للإيجار
- 1960: عمتي فتافيت السكر
- 1960: حماتي في التلفزيون
- 1961: يا الدفع يا الحبس
- 1961: الحبيب المضروب
- 1962: الدنيا لما تضحك

### المسلسلات الإذاعية
- أبو سريع
- حسن وعلي ورضوان
- 1957: ساعة لقلبك

## وفاته
نهاية القصري كانت مأساوية للغاية فبينما وهو يؤدي دورا في إحدى المسرحيات مع الفنان «إسماعيل ياسين» إذا به يصاب بالعمى المفاجئ فيصرخ قائلا (لا أستطيع الرؤية) وظن الجمهور أن هذا الأمر ضمن أحداث المسرحية فزاد الضحك ولكن أدرك إسماعيل ياسين حقيقة الأمر فسحبه إلى كواليس المسرح.
ومع إصابته بالعمى تنكرت له زوجته الرابعة التي كانت تصغره بسنوات كثيرة وطلبت منه الطلاق بعد ما جعلته يوقع على بيع كل ممتلكاته لها وتزوجت من صبي كان يعطف عليه القصري ويعتبره الابن الذي لم ينجبه، وقد زادت هذه الصدمة إصابته بالاكتئاب وظل حزينا في منزله رافضاً للحياة، جاءت الحكومة لتكمل على باقي الأمان في حياته وهدمت له البيت الذي كان يسكن فيه فاضطر إلى أن يقيم بحجرة فقيرة جداً تحت بئر السلم في أحد البيوت الفقيرة في حي الشرابية، وأصيب من الفقر والبرد وعدم الاهتمام بتصلب في الشرايين أثّر على مخه وأدى إلى إصابته بفقدان للذاكرة، وجاءت نهايته في مستشفى المبرة حيث وافته المنية في 8 مارس 1964 ولم يحضر جنازته سوى ثلاثة أفراد وأسرته فقط والفنانة نجوى سالم.

## روابط خارجية
- عبد الفتاح القصري على موقع IMDb (الإنجليزية)
- عبد الفتاح القصري على موقع الدهليز
- عبد الفتاح القصري على موقع قاعدة بيانات الأفلام العربية
- عبد الفتاح القصري على موقع قاعدة بيانات الفيلم (الإنجليزية)